# Rezerwat przyrody Klokočovské skálie
Rezerwat przyrody Klokočovské skálie (słow. Prírodná rezervácia Klokočovské skálie) – rezerwat przyrody w północno-wschodniej Słowacji, w Beskidzie Morawsko-Śląskim. Na terenie rezerwatu obowiązuje 5. (w pięciostopniowej skali) stopień ochrony.

## Położenie
Rezerwat leży w granicach katastralnych wsi Klokočov w powiecie Czadca w kraju żylińskim. Obejmuje wydłużone wzniesienie w rejonie przełęczy, przez którą biegnie droga łącząca górne części Klokočova i Oleśnej. Teren rezerwatu znajduje się w granicach Obszaru Chronionego Krajobrazu Kisuce.

## Historia
Teren objęto ochroną po raz pierwszy w 1973 r. Od 1984 r. był on chroniony jako Chránené nálezisko Klokočovské skálie, powołane rozporządzeniem Ministerstwa Kultury Słowackiej Republiki Socjalistycznej nr 4968/1984-32 z dnia 31 sierpnia 1984 r. Obszar chroniony objął oddział leśny nr 169e w ówczesnym Leśnictwie Czadca.
Forma ochrony nowelizowana rozporządzeniem Ministerstwa Kultury Słowackiej Republiki Socjalistycznej nr 1161/1988-32 z dnia 30 czerwca 1988 r., które powołało Rezerwat przyrody Klokočovské skálie (słow. Prírodná rezervácia Klokočovské skálie). Strefy ochronnej nie wyznaczono.

## Charakterystyka
Głównym przedmiotem ochrony jest oryginalna formacja geomorfologiczna w postaci długiego na ok. 300 m ciągu wychodni skalnych w formie turni i ścian zbudowanych z piaskowców, zlepieńców, a lokalnie również pstrych iłowców z okresu paleocenu, zaliczanych do płaszczowiny śląskiej. Formacje te, usytuowane na wysokości 625–660 m n.p.m., osiągają wysokości względne od kilku do nawet ponad 20 m. Gruboziarniste piaskowce tzw. bukowieckie, są jedną z dwu odmian piaskowca ciężkowickiego, w której unikalnym zjawiskiem jest występowanie separacji skalnych o prawie doskonale kulistych formach. Już w 1935 roku wydobyto ze ściany dwa kuliste głazy i ustawiono je na skrzyżowaniu dróg w osiedlu Hlavice w Klokočovie. Kolejna skalna „kula” znajduje się w Kornicach koło zabudowań Františka Šamaja. W skalnych urwiskach na terenie rezerwatu widać szereg charakterystycznych, półkulistych wgłębień po wypadniętych „kulach”.
Teren rezerwatu jest zalesiony, a gatunkiem dominującym w drzewostanie jest świerk pospolity. Poza znaczeniem geologicznym przedmiotem ochrony na tym obszarze jest również bogate stanowisko chronionej paproci, podrzenia żebrowca, która dzięki swojej dekoracyjności stała się symbolem Obszaru Chronionego Krajobrazu Kisuce, a także występowanie innych rzadkich i zagrożonych gatunków roślin i drobnych zwierząt, zwłaszcza bezkręgowców.

## Cel ochrony
Celem funkcjonowania rezerwatu jest ochrona unikalnej formacji skalnej, zbudowanej z piaskowców i zlepieńców, jako rzadkiego zjawiska strefy fliszowej Karpat, z naturalnym występowaniem unikalnych separacji kulistych, położonej w środowisku leśnym z bogatym występowaniem chronionych gatunków roślin, dla celów naukowo-badawczych, edukacyjnych i kulturalno-oświatowych.

## Turystyka
Rezerwat jest dostępny w kilkanaście minut niebiesko  znakowanym szlakiem turystycznym nr 2670 (Nesluša - Čuboňov) z drogi łączącej Klokočov z górną częścią wsi Oleśna.
Rezerwat przecina ścieżka dydaktyczna o długości 850 m i sumie przewyższeń około 200 m, która została otwarta 31 października 2015 roku. Ustawione przy ścieżce 4 tablice informacyjne mówią o atrakcjach tego obszaru, zwierzętach i charakterystycznej roślinności Obszaru Chronionego Krajobrazu Kisuce, a przede wszystkim o wyjątkowym fenomenie, jakim są tutejsze kamienne kule.